# عفيف الدين الكيلاني (حارة)
حارة عفيف الدين كيلاني تقع على الضفة الغربية لنهر العاصي.و هذا التل هو الموقع القديم لمدينة حماة والذي أجريت فيه تنقيبات أثرية في النصف الأول من القرن العشرين وقد دلت هذه التنقيبات أن المدينة تعود إلى الألف الخامس قبل الميلاد وقد شهدت تطورا وازدهارا كبيرا في الألف الأول ق. م حيث كانت عاصمة مملكة حماث الآرامية.

## لمحة تاريخية
```
«أولُ من أسس الحي هو «سيف الدين يحيى الجيلاني» الذي يعود نسبه إلى الشيخ «عبد القادر الجيلاني البغدادي» في القرن السابع الهجري، حيث بنى الزاوية القادرية وتوفي عام \1334\م، ودفن فيها.
```

جاء بعده الشيخ «ياسين الكيلاني»، الذي قام بتجديد بناء الزاوية
تكبير الصورة
لقطة للأبنية فوق نهر العاصي
في العام \1706\ م، وضم إليها قصراً سكنياً كان خلفها، وبنى أيضاً قصرَ الطيارة وحمامَ الشيخ والكثير من الدور السكنية والعقارات.
يصل الحي بضفة نهر العاصي الغربية جسرٌ وحيد، ليطل عليها بواجهاته وقصوره ومساجده المبنية على النهر مباشرة، والذي جعلها تبدو كالقلعة ليس لها إلا معبر واحد.
يرجح الكثير من الدارسين على حد قول «زين الدين» أن أساساتِ حي «الكيلانية» تعود إلى عصور غابرة تسبق بكثير العصر الأيوبي بسبب الأقنية والأقبية التي قيل إن أحدها يمتد من حي الكيلانية إلى حي البارودية المجاور على ضفة نهر العاصي، وهي مسافة تصل لأكثر من كيلومتر واحد.
وتعتبر هذه «الأقبية الأثرية» من أجمل ما يميز الكيلانية، ومن أهمها قبو «الكيلانية» وقبو «الطيارة» وقبو «الزاوية القادرية»، وقبو «حمام الشيخ»، وقبو «باب الخوجة»».
أضاف: «حي «الكيلانية» القديم يمثل معلماً من أهم معالم حماة السياحية لما يحتويه من الفنون ومظاهر الإبداع
تكبير الصورة
لقطة تاريخية للجسر في الحي
في العهد الأيوبي والمملوكي والعثماني، ويمثل كذلك مركزاً ثقافياً معترفاً به دولياً.
ولمباني الحي أهيمة كبيرة من حيث موقعها على ضفة العاصي مباشرة، حيث تلاصق مياه النهر مباشرةً، لتتغلغل المياه تحت البيوت في بعض الأماكن، لتُشكلَ الحمامات الصيفية وهي عبارة عن مسابح ومصاطب للسباحة والتشميس، وتتوزع هذه بين قصر الطيارة والزاوية القادرية الكيلانية (مقر الافتاء قديماً)، وأسفلَ بناءٍ جامع «نور الدين الزنكي»».
وحول سكان الحي يشير: «كان معظمُ سكانهِ ينتمونَ إلى عائلةٍ واحدة وهي الكيلاني ومعظم بيوت ذلك الحي ليست فقط متلاصقة بل يوجد أبواب فيما بينها، وبالإضافة إلى ذلك كان سكانها في الأغلب يتزوجون من بعضهم بعضاً، فيبقون في داخل الحي ويتعزز رابط «الدم» فيما بينهم، وهو ما كان الحي عليه.
حي الكيلانية غني بالأبنية التاريخية والأثرية، حيث يضم قصر الحمراء (الطيارة) وقد سمي بذلك الاسم لأنه يطل على النهر على شكل طائرة وهو يشبه العمارة العربية في الأندلس، كما يضم حماماً عثمانياً قديماً يسمى حمام الشيخ وجامع الشيخ إبراهيم الكيلاني، بالإضافة إلى الزاوية وهي لعفيف الدين الكيلاني وثلاثة عقارات سكنية.
كما يحتوي الحي على عدد كبير من الزوايا، كالزاوية القادرية، وزاوية الشيخ ياسين الكيلاني، والشيخ حسين الكيلاني، وجامع الشيخ إبراهيم الكيلاني، بالإضافة إلى "ناعورة" الباز عبد القادر الكيلاني و"حمام"الشيخ" الأثري»
تذكر المصادر التاريخية أن السلوقيين كانوا أول من بنى حصناً على قمة التل الذي شكل مركز المدينة السلوقية والتي دعيت إبفانيا (apephanie)، دخل الرومان حماة واحتلوا قلعتها وفتحها أبو عبيدة بن الجراح سنة 18 هـ وتولاها الصحابي عبد الله بن الصامت، وفي الفترة العباسية احتلها القرامطة سنة 291 هـ واستعادها المستكفي العباسي ثم آلت إلى صالح بن مرداس الكلابي صاحب حلب حيث بدأ إعادة إعمار القلعة وتحصينها ومن بعده خلف بن ملاعب صاحب حمص عام 504 ه، وتبعت طغتكين والي دمشق سنة 509 هـ وفتحها عماد الدين زنكي عام 523 ه، وضربها زلزال سنة 1157م ثم رمم نور الدين زنكي القلعة وحصن أسوار المدينة وتولاها الأيوبيون عام 570 هـ وكانت بإمارة شهاب الدين محمود خال صلاح الدين، وبقيت في حوزة الأيوبيين الذين بنو ما تهدم من أسوارها وأبراجها وأعادوا تحصينها عندما هاجمها المغول وهدموها سنة 1258 م وأعاد الظاهر بيبرس بناء المدينة وقلعتها وأعاد لها هيبتها، وبعدما دخل العثمانيون البلاد فقدت القلعة أهميتها العسكرية حيث خربت القلعة ولم يبقى من عمارتها شيء.

## التنقيبات الأثرية
التنقيبات الأثرية (1931- 1938م) من قبل البعثة الدانماركية برئاسة هارولد أنغولت، دلت على أن موقع القلعة الحالي كان أول تجمع سكاني فيها، ليأخذ الانتشار السكاني فيما بعد بالتوسع منها إلى منطقتي المدينة وباب الجسر. كما دلّت التنقيبات على وجود (13) طبقة أثرية، أقدمها من الألف الخامس قبل الميلاد وأحدثها من العصر المملوكي، وقد أكدت المكتشفات في وسطها وجنوبها على مدى تقدم المدينة العمراني والصناعي، بالإضافة لذلك فقد عثر فيها على درج يحتوي في كل من جانبيه على أسد ومذبح من حجر البازلت، وعلى الكثير من الجرار والحلي التي تمثل الحضارات المختلفة المتعاقبة على حماة.

## الوصف المعماري
إن كل ما بقي من آثار القلعة هو التصفيح الحجري الذي يحيط بالتل الذي تقوم عليه القلعة وتظهر بعض أجزاءها حتى الآن. وذكر أحد الجغرافيين القدامى أنه زارها وهي تشبه تماما قلعة حلب وبنفس التصميم.
تم زراعة سطح التل بالأشجار وتستخدم في الوقت الحالي كمنتزه شعبيي وجمالي في مدينة حماة.

## وصلات خارجية
- قلعة «حماة».. قصة أول منطقة مأهولة بالمدينة
- قلعة حماة - موقع محافظة حماة
- المعالـم الأثرية والتاريخية في مدينة حماة